# サンマテンガ県
サンマテンガ県(フランス語：Sanmatenga)はブルキナファソの中北部地方の県。
2006年の人口は約59.8万人。
県都はカヤ (ブルキナファソ)。

## 行政区画

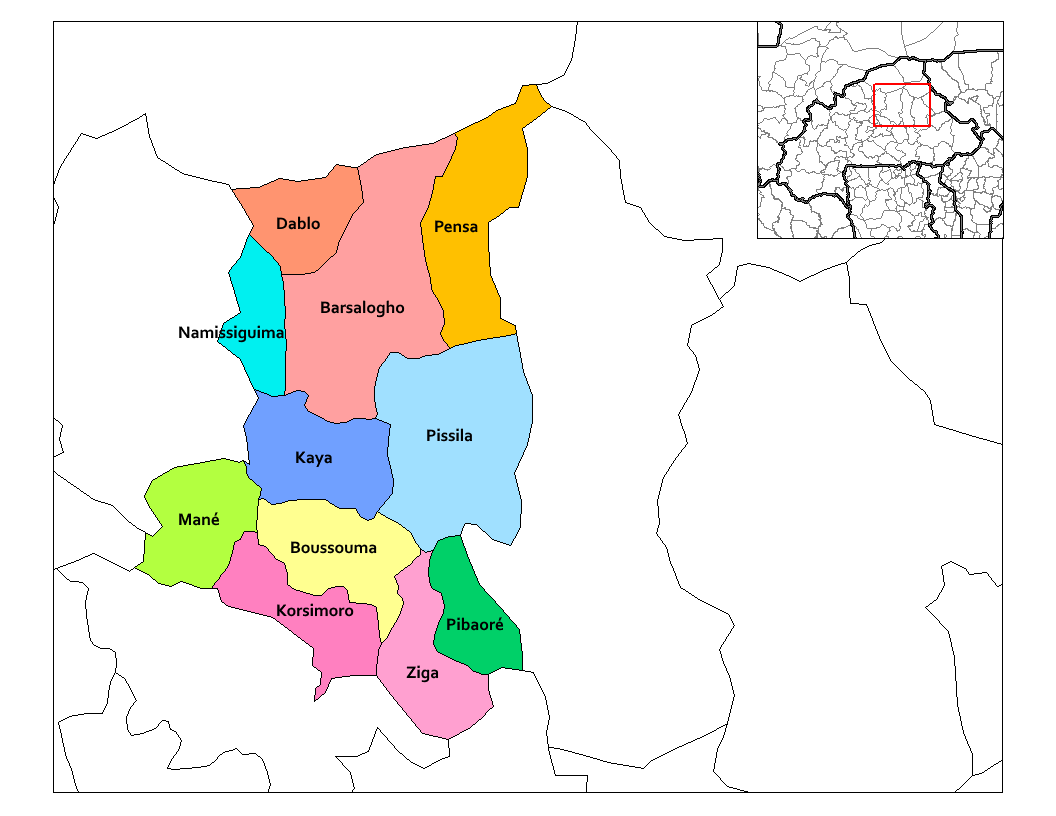
サンマテンガ県の郡

- カヤ郡（英語版）
- コルシモロ郡（英語版）
- ジガ郡（英語版）
- ダブロ郡（英語版）
- ナミシギマ郡（英語版）
- バルサロゴ郡（英語版）
- ピシラ郡（英語版）
- ピバオレ郡（英語版）
- ブスマ郡（英語版）
- ペンサ郡（英語版）
- マネ郡（英語版）

## 地理
- 北：スム県
- 東：ナメテンガ県
- 南：ガンズル県
- 南西：ウブリテンガ県
- 西：パッソレ県
- 北西：バム県